# Géza Maróczy
Géza Maróczy (3 mars 1870 à Szeged, Hongrie – 29 mai 1951 à Budapest) est un joueur d'échecs, professeur de mathématiques et ingénieur hongrois. Bien qu'il n'eût jamais disputé de match pour le championnat du monde d'échecs, il fit partie de l'élite mondiale des joueurs d'échecs pendant quarante ans (de 1895 à 1936). Champion de Hongrie en 1932, il remporta les olympiades d'échecs de 1927 et 1936 avec la Hongrie et finit deuxième de l'olympiade de 1930, La fédération internationale lui décerna le titre de grand maître international des échecs lors de la création du titre en 1950.

## Biographie

### Famille
Géza Maróczy est né à Szeged de parents catholiques romains : József Maróczy, artisan, et Rozália Valkovics. Il est inscrit sur sa croix le nom de « József Geiza ». Il a comme frère et sœurs : Joseph (1871-1946), Etelka (1880-1960) et Marie (1887-1910),. La maison des parents est détruite lors de la grande inondation à Szeged, de 1879. 

### Formation et travail

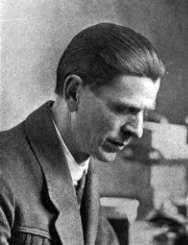
Géza Maróczy en 1922 à Londres

Il est formé comme technicien, en étudiant au lycée piariste de Szeged entre 1880 et 1889, puis se rend à Zurich pour améliorer ses connaissances allemandes et obtenir un diplôme d'une université technique. Après son retour en 1892, dans le quartier de Káposztásmegye de Budapest, il participe en tant que dessinateur à la préparation de construction hydraulique. En 1903, il est étudiant à l'Université royale hongroise de Budapest pendant six mois, puis travaille comme professeur à l'école de garçons de Ferencváros. En 1908, il est fonctionnaire du Département des rentes de la Caisse nationale d'assurance maladie et accidents du travail puis en 1919, il dirige le Département des pensions.  
Pendant la République soviétique, il est intendant de l'Opéra et des Théâtres nationalisés. En raison de ce rôle, il est licencié et quitte la Hongrie pour des raisons existentielles en 1920, vivant en Autriche, en Allemagne, aux Pays-Bas, puis en Angleterre, puis part en tournée aux États-Unis. Pendant ses années à l'étranger, il gagne sa vie en tant que joueur d'échecs. De 1905 à 1927, il est également rédacteur en chef de plusieurs magazines sur les échecs,
Il est réhabilité en 1927, récupère sa pension et peut rentrer chez lui. Il devient chroniqueur d'échecs au journal Pest et capitaine de la Fédération hongroise des échecs..
En 1905, il se présente aux élections à Szeged mais démissionne le jour du vote. En 1908, il a rejoint le Parti social-démocrate. En 1917, il est devenu membre du Home Circle. Pendant de nombreuses années, il est secrétaire puis vice-président du Budapest Chess Circle. En 1911, il est président de la première éphémère association hongroise d'échecs, puis en 1921 et 1933, il devient vice-président, puis coprésident, et également capitaine de la fédération. 
Des années 1920 jusqu'à la fin de sa vie, Géza Maróczy est ami avec Max Euwe qui remporte le championnat du monde en 1935. Euwe visite la Hongrie à plusieurs reprises. 

### Vie privée
Son épouse, Magdolna Mann (née à Budapest le 4 septembre 1883), est la fille de Jakab Mann, directeur de la formation des sages-femmes de Szeged, avec qui il se marie dans l'église du centre-ville le 23 janvier 1904. Son fils György naît en 1904 et sa fille Magdolna en 1906. 

### Fin de vie
Géza Maróczy meurt d'une insuffisance cardiaque le 29 mai 1951 à l'hôpital de la rue Uzsoki.  
Son enterrement a eu lieu le 1er juin dans un cimetière offert par le Conseil métropolitain dans la parcelle 33 du cimetière de Kerepes, qui est un cimetière national protégé par le National Heritage Institute depuis 2004. 
Son épouse, Irén Mann, lui survit onze années puis meurt le 17 mai 1962 à Budapest. Le fils George meurt en 1999 et la fille Magdolna en 1998. 

### Monde des échecs
Géza Maróczy apprit à jouer aux échecs à quinze ans. Il fit des études d'ingénieur à l'institut polytechnique de Zurich puis enseigna les mathématiques à Budapest. Il devint plus tard un expert dans plusieurs branches des sciences sociales.
Maroczy fit son entrée dans les tournois internationaux en remportant le tournoi amateur de Hastings en 1895 et en finissant deuxième des très forts tournois de Nuremberg 1896 et Londres 1899 derrière le champion du monde  Emanuel Lasker et devant les meilleurs joueurs de la fin du XIXe siècle et du  début du XXe siècle : Steinitz, Tchigorine, Janowski, Tarrasch, Pillsbury, Schlechter, Blackburne, Charousek, Winawer, Showalter, Teichmann. 
Du fait de ses obligations, Maroczy fut absent des tournois internationaux de Saint-Pétersbourg disputés en février-mars 1909 et avril-mai 1914, des tournois de Saint-Sébastien disputés en février-mars 1911 et 1912. Lors du très fort tournoi d'échecs de New York 1924, il marqua la moitié des points (10/20) et finit sixième du tournoi.
Pendant la Première Guerre mondiale, il souffrit des privations dues au blocus instauré par les Alliés. À la fin de la guerre, il partit aux Pays-Bas et en Angleterre. Il enseigna les échecs à Hastings et eut comme élève Vera Menchik, première championne du monde d'échecs et László Szabó.
Après 1936, il ne disputa qu'un seul tournoi, à Baarn en 1947 où il termina dernier.

## Palmarès

### Premiers prix

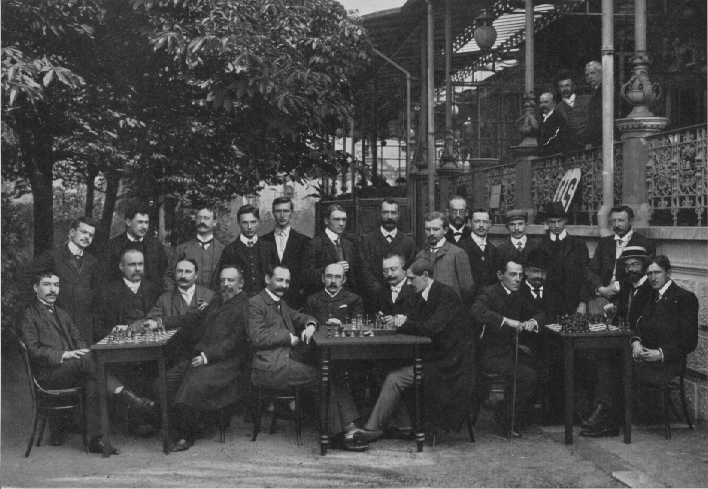
Tournoi d'échecs de Karlsbad de 1907 : (assis) Rubinstein, Marco, Fähndrich, Tschigorin, Schlechter, Hofter, Tietz, Maróczy, Janowski, Dr. Neustadtl, Drobny, Marshall, (debout) Niemzowitsch, Wolf, Mieses, Cohn, Johner, Leonhardt, Salwe, Vidmar, Berger, Spielmann, Dus-Chotimirski, Tartakower,Dr. Olland.

Entre 1893 et 1897, Maróczy remporta un tournoi par correspondance à égalité avec Rudolf Charousek, 16 points sur 18. En 1895, il remporta le tournoi amateur d'Hastings organisé en parallèle avec le tournoi d'Hastings 1895, devant Henry Atkins.
Il remporta les tournois de 
- Budapest 1899,
- Vienne 1899-1900 (mémorial Kolisch),
- Monte-Carlo 1902 (ex æquo avec Pillsbury) et 1904 (devant Schlechter, Marshall et Gunsberg),
- Barmen 1905 (ex æquo avec Janowski),
- Ostende 1905 (19,5/ 26, +16 −3 = 7 ; avec 1,5 points d'avance sur Janowski et Tarrasch, devant Schechter, Marco, Teichmann, Burn, Marshall),
- Budapest 1905 (tournoi du club de Budapest remporté avec 21,5 points sur 22),
- Vienne 1908 (ex æquo avec Duras et Schlechter, 1 point d'avance sur Rubinstein, devant Spielmann, Tartakover, Marshall).

Après la Première Guerre mondiale, il remporta  les tournois de 
- Utrecht 1920 (devant Tartakover)
- Amsterdam 1922 (avec 8,5 points sur 9),
- Carlsbad 1923 (11,5/17, ex æquo avec Alekhine et Bogoljubov, devant Grünfeld, Réti, Nimzowitsch, Treybal, Yates, Teichmann, Tartakover, Tarrasch, Rubinstein, Bernstein, Wolf, Sämisch, Thomas, Chajes et Spielmann),
- Hastings 1924-1925 (avec 7 points sur 8),
- New York 1926-1927 (devant Kashdan),
- Copenhague 1927 (devant Nimzowitsch)
- Budapest 1932 (championnat de Hongrie).

### Deuxièmes et troisièmes prix
Outre ses nombreux succès, Maroczy obtint la deuxième place lors des tournois de 
- Nuremberg 1896 (derrière Lasker et devant Pillsbury, Tarrasch, Janowski, Steintitz, Walbrodt, Schlechter, Tchigorine, Schiffers),
- Budapest 1897-1898 (victoire de Charousek)
- Londres 1899 (ex æquo avec Janowski et Pillsbury, derrière Lasker),
- Munich 1900 (douzième congrès allemand, Maroczy, 1er-3e, finit deuxième après un départage perdu contre Pillsbury)
- Monte-Carlo 1903 (victoire de Tarrasch),
- Vienne 1905 (tournoi thématique sur le gambit du roi remporté par Schlechter),
- Ostende 1906 (victoire de Schlechter),
- Copenhague 1907 (victoire de Mieses),
- Carlsbad 1907 (victoire de Rubinstein) ,
- Budapest 1912 (victoire de Vidmar),
- Amsterdam 1920 (victoire de Réti),
- Amsterdam 1921-1922 (tournoi du club VAS remporté par Max Euwe),
- Liverpoll 1923 (victoire de Mieses)
- Hastings 1923-1924 (derrière Max Euwe),
- Chicago 1926 (victoire de Marshall),
- Scarborough 1930 (victoire de Colle),
- Scheveningue 1933 (victoire de Flohr)

Il finit également 3e-4e du tournoi de Paris 1900 (victoire de Lasker devant Pillsbury) et au tournoi de Vienne 1907.
Lors de son dernier tournoi important, en 1936, il termina troisième du tournoi de Dresde remporté par Alekhine devant Bogoljubov. Après ce tournoi, il ne disputa que le tournoi de Baarn en 1947 (il finit dernier).
En match, il battit Rudolf Charousek 9 à 5 à Budapest en novembre-décembre 1895. Il fit match nul avec Max Euwe à Bad Aussee et Budapest 6 à 6 en 1921.

### Olympiades d'échecs
Lors de  la première olympiade d'échecs officielle de Londres 1927, Maroczy marqua 9 points sur 12 (+6 =6) et remporta la médaille d'or par  équipe avec la Hongrie.
Lors de l'olympiade d'échecs de 1930 à Hambourg, il marqua 8 points sur 12 et la Hongrie termina deuxième de la compétition derrière la Pologne.
Lors de l'olympiade d'échecs de 1933 à Folkestone, il marqua 2,5 points sur 6 et la Hongrie termina 3e-5e (cinquième au départage).
Lors de l'olympiade non officielle de Munich 1936, Maroczy marqua 6 points sur 11 et la Hongrie remporta le tournoi.

## Style
Joueur au style défensif, il a surtout su s'imposer face aux joueurs d'attaque, tels Frank Marshall (+11 -6 =8) et Joseph Henry Blackburne (+5 -0 =3).
Sa défense victorieuse face à un gambit danois contre Jacques Mieses, ainsi que Karl Helling, parties au cours desquelles il rend du matériel contre des avantages de temps et de position, est qualifiée de modèle défensif par Max Euwe et Haije Kramer dans leur volume double sur le milieu de partie. Aaron Nimzowitsch, dans Mon système, a présenté le gain de Maróczy contre Hugo Süchting (Barmen, 1905) comme un modèle de restriction de l'adversaire avant de pénétrer ses défenses. Sa maîtrise de finales de dames, comme dans une partie contre Frank Marshall (Karlovy Vary, 1907), était vue comme supérieure. Il était aussi capable, à l'occasion, de jouer des parties éblouissantes, dont sa fameuse victoire contre le joueur d'attaque David Janowski (Munich, 1900).

## Contributions à la théorie des ouvertures
Maróczy a donné son nom à l’étau de Maróczy, une formation de pions blanche qui survient dans la défense sicilienne. Elle consiste à positionner ses pions en e4 et en c4, cela réduit légèrement la capacité d'attaque des Blancs, mais réduit de façon marquée les possibilités de contre-attaque noire.